# Déclaration de guerre
Pour l'épisode de la série télévisée, voir Déclaration de guerre (Angel).
Pour les articles homonymes, voir Déclaration.

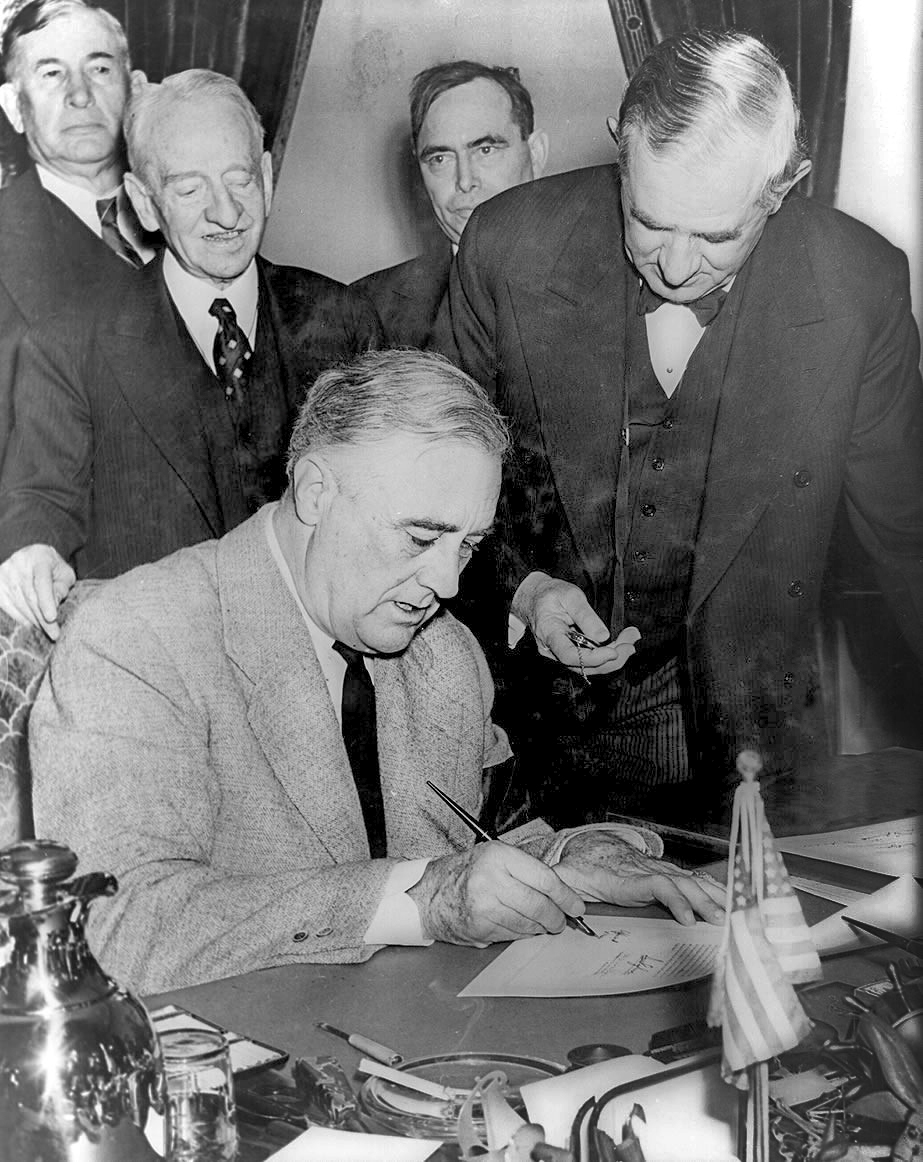
États-Unis : le président Roosevelt signe une déclaration de guerre contre l'Allemagne le 11 décembre 1941.

Une déclaration de guerre est une déclaration formelle d'un gouvernement national pour signifier l'état de guerre entre cette nation et une ou plusieurs autres.
En droit international public, une déclaration de guerre entraîne la reconnaissance entre les pays d'un état d'hostilités entre eux, de plus une telle déclaration permet de régir la conduite des engagements militaires entre les forces de ces pays. Le premier traité multilatéral régissant de telles déclarations sont les première et seconde conférence de La Haye sur la paix.

## Historique

### Origines

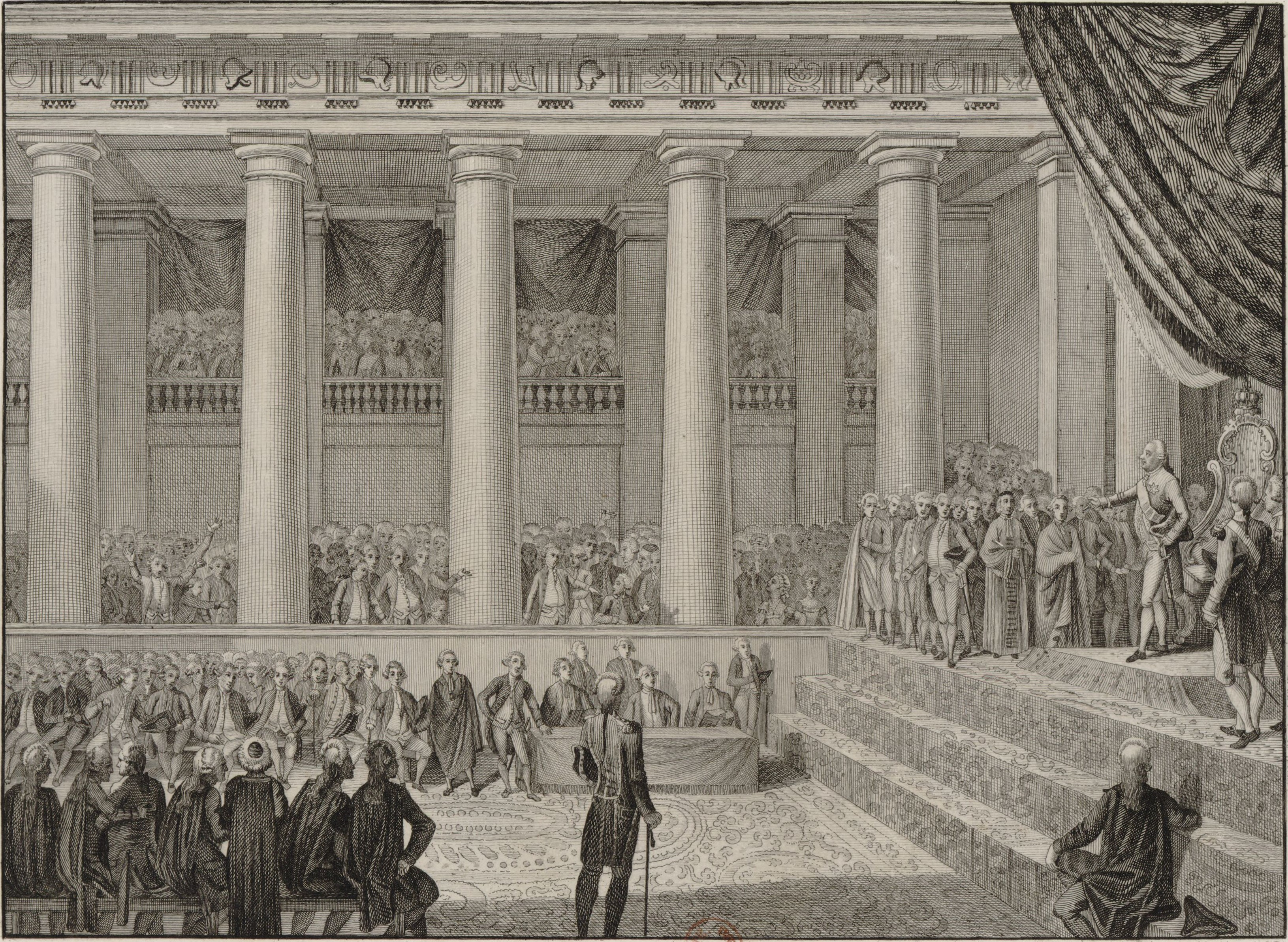
Louis XVI annonce aux députés de l'Assemblée Législative qu'il a déclaré la guerre au roi de Bohême et de Hongrie (20 avril 1792).

Les déclarations de guerre ont été des actes politiques recevables et des mesures diplomatiques reconnues au moins depuis l'Antiquité classique. Les Romains formalisaient la déclaration de guerre par une cérémonie particulière, le rituel des Fétiaux ; car, comme l'a indiqué Tite-Live, « faire la guerre ne suffisait pas, encore convenait-il de la déclarer selon les règles ».

### Exemples auXIXesiècle
Le 19 juillet 1870, avant le début des combats, la France déclare formellement la guerre à la Prusse, par l'intermédiaire de son chargé d'affaires à Berlin M. Le Sourd. Celui-ci remet au Ministre des affaires étrangères de Prusse une déclaration se terminant par ces mots : « En conséquence, le gouvernement français se considère dès à présent en état de guerre avec la Prusse ».
D'autres conflits ne sont pas précédés d'une déclaration de guerre, c'est le cas de la guerre franco-chinoise.

### Conventions de La Haye

#### 1899
Lors de la première Convention de La Haye de 1899, les États signataires sont convenus qu’au moins une autre nation soit utilisée pour régler les différends entre États avant d’engager des hostilités :

##### Titre II, Article 2
En cas de désaccord grave ou de conflit, avant un recours aux armes, les Puissances signataires conviennent d’avoir recours, autant que les circonstances le permettent, aux bons offices ou à la médiation d’une ou de plusieurs Puissances amies.

#### 1907
La Convention de La Haye de 1907 intitulée Convention relative à l'ouverture des hostilités donne les actions internationales qu’un pays doit effectuer lors de l’ouverture des hostilités. Les deux premiers articles disent :

##### Article 1
Les Puissances contractantes reconnaissent que les hostilités entre elles ne doivent pas commencer sans un avertissement préalable et explicite, sous la forme soit d’une déclaration de guerre motivée, soit d’un ultimatum avec déclaration de guerre conditionnelle.

##### Article 2
L’existence d’un état de guerre doit être notifiée aux Puissances neutres sans délai et ne prend effet à leur égard qu’après la réception d’une notification qui peut être faite par télégraphe. Les Puissances neutres ne peuvent cependant se prévaloir de l’absence de notification s'il est clairement établi qu’elles étaient en fait conscientes de l’existence d’un état de guerre.

### Déclarations de guerre durant la Première Guerre mondiale

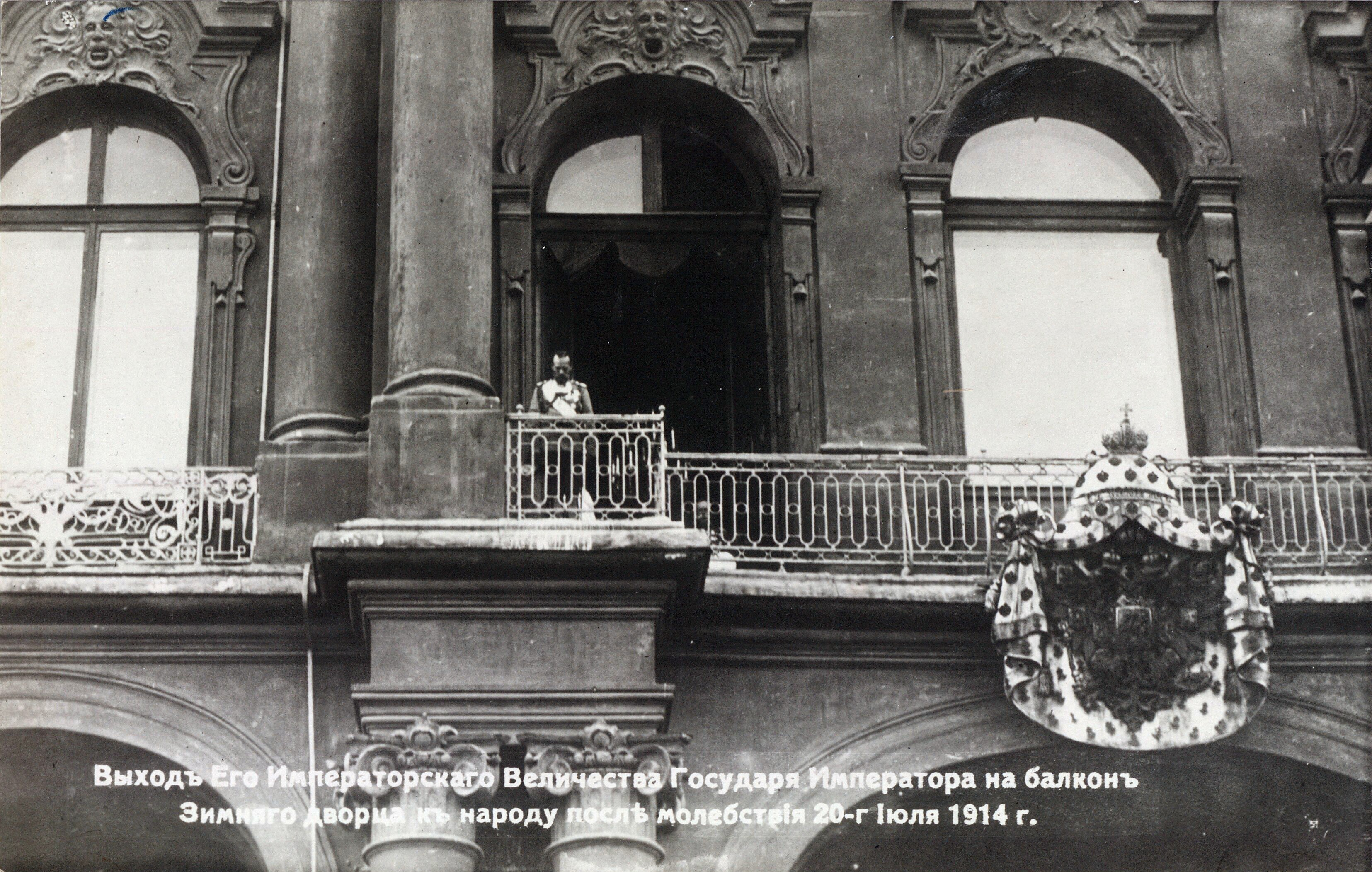
Le tsar Nicolas II annonce que l'Allemagne a déclaré la guerre à la Russie.

Les origines de la Première Guerre mondiale demeurent complexes et prennent en compte de nombreux facteurs, y compris les conflits et les antagonismes latents des quatre décennies précédant le conflit lui-même. Les causes directes du déclenchement de la guerre sont quant à elles les décisions prises par les chefs d'État et les généraux lors de la crise de juillet (1914), l'étincelle (ou le casus belli) étant l'assassinat de l'archiduc François-Ferdinand d'Autriche par Gavrilo Princip, un nationaliste serbe. Néanmoins, cet événement n'est pas isolé. Il arrive au terme d'une série de ruptures diplomatiques entre les grandes puissances durant la décennie précédant 1914, ce qui mena finalement à ce point de non-retour. On peut faire remonter cette série de discordes jusqu'aux modifications des grands équilibres en Europe dans les années 1870.
L'imbrication complexe d'une succession de traités de soutien (Triplice et Triple-Entente pour les principaux) liant entre elles les grandes puissances européennes peut partiellement expliquer l'effet de cascade qui a pu être observé lors du déclenchement des hostilités. L'ordre de mobilisation d'un « petit » pouvait entraîner un « grand » à faire de même, menant rapidement à l'emballement de la situation internationale. Ainsi, les discussions initiales, mettant en jeu l'Autriche-Hongrie et la Serbie, ont abouti, à la suite de la mobilisation austro-hongroise, à ce que le Royaume-Uni déclare la guerre à l'Empire allemand.

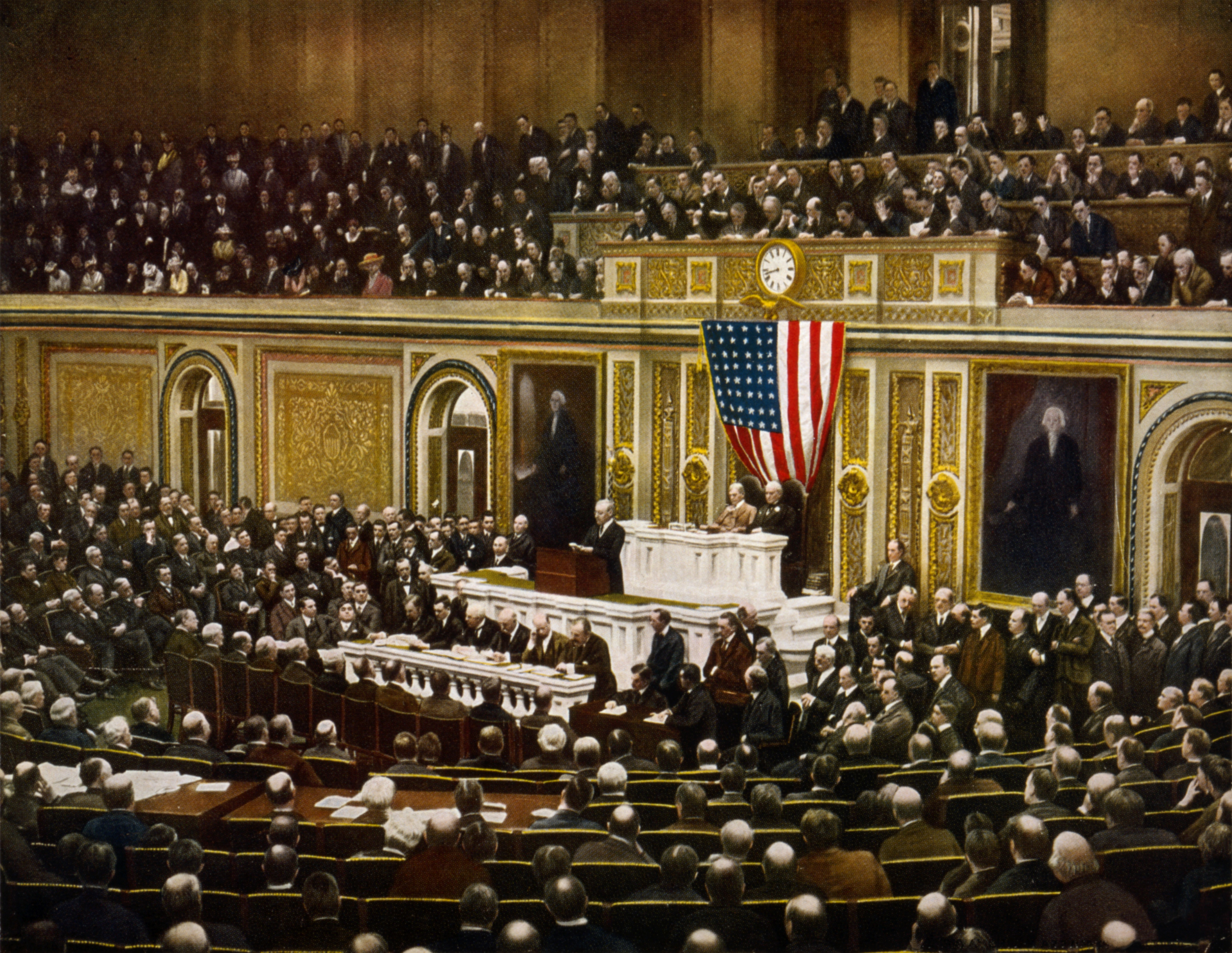
Le président Wilson demande au Sénat américain de voter la déclaration de guerre contre l'Allemagne (2 avril 1917).

- 28 juillet 1914 : à la suite de l’attentat de Sarajevo, l'Autriche-Hongrie, soupçonnant le gouvernement serbe d'avoir commandité l'assassinat, déclare la guerre au royaume de Serbie (début de la Première Guerre mondiale)
- 1er août 1914 : l'Empire allemand déclare la guerre à l'Empire russe.
- 3 août 1914 : l'Empire allemand déclare la guerre à la France.
- 4 août 1914 : le Royaume-Uni déclare la guerre à l'Empire allemand.
- 5 août 1914 : l'Autriche-Hongrie déclare la guerre à l'Empire russe.
- 6 août 1914 : le royaume de Serbie déclare la guerre à l'Empire allemand.
- 7 août 1914 : le royaume du Monténégro déclare la guerre à l'Autriche-Hongrie.
- 12 août 1914 : la France et le Royaume-Uni déclarent la guerre à l'Autriche-Hongrie.
- 22 août 1914 : la Belgique déclare la guerre à l'Autriche-Hongrie.
- 23 août 1914 : l'empire du Japon déclare la guerre à l'Empire allemand.
- 25 août 1914 : l'Autriche-Hongrie déclare la guerre à l'empire du Japon.
- 1er novembre 1914 : l'Empire russe déclare la guerre à l'Empire ottoman.
- 2 novembre 1914 : le royaume de Serbie déclare la guerre à l'Empire ottoman.
- 5 novembre 1914 : la France et le Royaume-Uni déclarent la guerre à l'Empire ottoman.
- 23 mai 1915 : le royaume d'Italie déclare la guerre à l'Autriche-Hongrie.
- 21 août 1915 : le royaume d'Italie déclare la guerre à l'Empire ottoman.
- 14 octobre 1915 : le royaume de Bulgarie déclare la guerre au royaume de Serbie.
- 16 octobre 1915 : le Royaume-Uni déclare la guerre au royaume de Bulgarie.
- 17 octobre 1915 : la France déclare la guerre au royaume de Bulgarie.
- 9 mars 1916 : l'Empire allemand déclare la guerre au Portugal.
- 15 mars 1916 : l'Autriche-Hongrie déclare la guerre au Portugal.
- 27 août 1916 : le royaume de Roumanie déclare la guerre à l'Autriche-Hongrie.
- 28 août 1916 : le royaume d'Italie déclare la guerre à l'Empire allemand.
- 30 août 1916 : l'Empire ottoman déclare la guerre au royaume de Roumanie.
- 1er septembre 1916 : le royaume de Bulgarie déclare la guerre au royaume de Roumanie.
- 6 avril 1917 : les États-Unis déclarent la guerre à l'Empire allemand.
- 2 juillet 1917 : le royaume de Grèce déclare la guerre à l'Empire ottoman, à l'Empire allemand, à l'Autriche-Hongrie et au royaume de Bulgarie.
- 14 août 1917 : la Chine déclare la guerre à l'Empire allemand et à l'Autriche-Hongrie.
- 7 décembre 1917 : les États-Unis déclarent la guerre à l'Autriche-Hongrie.
- 7 mai 1918 : le Nicaragua déclare la guerre à l'Empire allemand.
- 8 novembre 1918 : le royaume de Roumanie déclare la guerre à l'Empire allemand.

### Déclarations de guerre durant la Seconde Guerre mondiale
- 1939
  - 3 septembre 1939 : le Royaume-Uni (et son Empire), la France (et son Empire), l'Australie et la Nouvelle-Zélande déclarent la guerre à l'Allemagne.
  - 4 septembre 1939 : le Népal déclare la guerre à l'Allemagne.
  - 6 septembre 1939 : l'Afrique du Sud déclare la guerre à l'Allemagne.
  - 10 septembre 1939 : le Canada déclare la guerre à l'Allemagne.
- 1940
  - 10 juin 1940 : l'Italie déclare la guerre à la France et au Royaume-Uni.
  - 28 octobre 1940 : l'Italie déclare la guerre à la Grèce.
  - 23 novembre 1940 : la Belgique déclare la guerre à l'Italie.
- 1941
  - 6 avril 1941 : l'Allemagne et l'Italie déclarent la guerre à la Yougoslavie.
  - 24 avril 1941 : la Bulgarie déclare la guerre à la Grèce et à la Yougoslavie.
  - 22 juin 1941 : l'Allemagne, l'Italie et la Roumanie déclarent la guerre à l'Union soviétique.
  - 25 juin 1941 : la Finlande prend officiellement acte qu'un état de guerre existe avec l'Union soviétique (sans qu'une motion parlementaire ne soit passée pour autant).
  - 27 juin 1941 : la Hongrie déclare la guerre à l'Union soviétique.
  - 6 décembre 1941 : le Royaume-Uni déclare la guerre à la Finlande et à la Roumanie.
  - 7 décembre 1941 : le Japon déclare la guerre aux États-Unis, au Royaume-Uni, à l'Australie, au Canada, à la Nouvelle-Zélande et à l'Afrique du Sud. Le Royaume-Uni déclare la guerre à la Hongrie. L'Australie et la Nouvelle-Zélande déclarent la guerre à la Finlande, la Hongrie et la Roumanie. Le Canada déclare la guerre à la Finlande, la Hongrie, le Japon et la Roumanie. Le Panama déclare la guerre au Japon. La Yougoslavie est en état de guerre avec le Japon.
  - 8 décembre 1941 : les États-Unis, le Royaume-Uni, l'Australie, la république de Chine [réf. nécessaire], le Costa Rica, la république dominicaine, le Salvador, Haïti, le Honduras, les Pays-Bas, la Nouvelle-Zélande et le Nicaragua déclarent la guerre au Japon.
  - 11 décembre 1941 : l'Allemagne et l'Italie déclarent la guerre aux États-Unis, et inversement.
  - 12 décembre 1941 : la Bulgarie déclare la guerre aux États-Unis et au Royaume-Uni. La Roumanie déclare la guerre aux États-Unis.
  - 13 décembre 1941 : la Hongrie déclare la guerre aux États-Unis.
  - 19 décembre 1941 : la Belgique déclare la guerre au Japon et formalise sa déclaration de guerre contre l'Italie.
- 1942
  - 10 janvier 1942 : le Japon déclare la guerre aux Pays-Bas.
  - 25 janvier 1942 : le Royaume-Uni, la Nouvelle-Zélande et l'Union sud-africaine déclarent la guerre au royaume de Thaïlande. La Thaïlande déclare la guerre aux États-Unis et au Royaume-Uni.
  - 2 mars 1942 : l'Australie déclare la guerre à la Thaïlande.
  - 22 mai 1942 : le Mexique déclare la guerre aux forces de l'Axe.
  - 2 juin 1942 : les États-Unis déclarent la guerre à la Bulgarie, la Hongrie et la Roumanie.
  - 22 août 1942 : le Brésil déclare la guerre aux forces de l'Axe.
- 1943
  - 13 octobre 1943 : l'Italie déclare la guerre à l'Allemagne.
- 1945
  - 13 juillet 1945 : l'Italie déclare la guerre au Japon.
  - 8 août 1945 : l'Union soviétique déclare la guerre au Japon.

En 1945, à l'approche de la fin du conflit, de nombreux pays déclarèrent la guerre à l'Allemagne et aux forces de l'Axe. Certains de ces pays étaient auparavant à peine impliqués dans le conflit mondial. Suit ci-dessous une liste de ces pays, la date de la déclaration de guerre entre parenthèses :
Équateur (2 février), Paraguay (8 février), Pérou (13 février), Chili (14 février), Venezuela (16 février), Turquie (23 février), Uruguay (23 février), Égypte (24 février), Syrie (26 février), Liban (27 février), Arabie saoudite (1er mars), Finlande (2 mars), Argentine (27 mars).

### Nations unies
La Société des Nations, constituée en 1919 à l'issue de la Première Guerre mondiale, et le pacte Briand-Kellogg de 1928 signé à Paris, démontraient que les puissances mondiales cherchaient sérieusement un moyen d'éviter le carnage d'une nouvelle guerre mondiale. Néanmoins ces puissances furent incapables de stopper la Seconde Guerre mondiale et, par la suite, les Nations unies furent mises en place dans le but d'éviter toute agression internationale au moyen de déclarations de guerre.
Les rédacteurs de la charte des Nations unies tentèrent de faire en sorte que les pays membres s'engagent à ne recourir à la guerre qu'en des cas bien limités, particulièrement en limitant son usage à des fins défensives.
Les Nations unies devinrent belligérantes après l'invasion de la Corée du Sud par la Corée du Nord le 25 juin 1950, ce qui marque le début de la guerre de Corée. Le Conseil de sécurité des Nations unies condamna l'action nord-coréenne lors de la résolution 9-0 (l'Union soviétique étant absente) et appela les pays membres à venir en aide à la Corée du Sud. Les États-Unis et quinze autres pays formèrent une « force des Nations unies » afin d'accomplir cette action. Lors d'une conférence de presse le 29 juin 1950, le président des États-Unis Harry S. Truman fit remarquer que cette intervention armée n'était « pas une guerre » mais une « opération de police ».
Les Nations unies ont par le passé proclamé des résolutions du conseil de sécurité qui déclaraient certaines guerres comme étant légales du point de vue du droit international public notamment la résolution 678, autorisant la guerre avec l'Irak en 1991.

### Guerres non déclarées
Dans la plupart des pays démocratiques, une déclaration de guerre doit habituellement être votée par la législature. Aux États-Unis, il n'existe pas de forme requise pour une déclaration de guerre. La Constitution des États-Unis fait mention que « le Congrès aura le pouvoir de […] déclarer la guerre […] » sans définir plus précisément la forme que devra revêtir une telle déclaration.
Après l'action des Nations unies en Corée, beaucoup de gouvernements démocratiques eurent recours à des formes « limitées » de guerre en les appelant autrement, par exemple « actions militaires » ou encore « réponses armées ». Ce type d'euphémisme vaut notamment pour les États-Unis, directement impliqués dans des actions militaires durant chaque décennie de la deuxième moitié du XXe siècle, sans pour autant avoir jamais déclaré la guerre de manière formelle. C'est notamment le cas pour la guerre du Viêt Nam et la Guerre du Golfe pour lesquelles le Congrès des États-Unis a autorisé l'usage de la force, plutôt que de mettre en application une déclaration de guerre. Toutefois, il y a une controverse au sujet de la constitutionnalité de cette procédure législative.
D'autres pays comme la France eurent dans leurs nombreuses colonies à mener des « opérations de police », « opérations de maintien de la paix » ou « de l'ordre » au moyen de leurs forces militaires et continuèrent à intervenir dans les affaires de leurs anciennes colonies au cours d'« événements » jusqu'à ce qu'il ne soit plus possible de justifier de telles opérations pour la simple cause de « conflit interne ».
Ne pas déclarer la guerre permet, par certains aspects, de contourner les garanties constitutionnelles contre les guerres déclarées et également, dans certains cas, d'éviter de se sentir entravé par les lois de la guerre reconnues internationalement. De plus, en évitant une validation par les chambres, le pouvoir législatif se sent libéré de ce fardeau qu'il confie au seul pouvoir exécutif. De ce fait, si la guerre se déroule mal, la colère de l'opinion publique ne sera dirigée qu'à l'encontre de l'exécutif et non contre le législatif. Ne pas utiliser le mot « guerre » est également un moyen de ne pas choquer dans les relations publiques. Pour ces raisons les gouvernements ont généralement cessé de produire des déclarations de guerre et font plutôt usage d'euphémismes comme « actions de police » ou encore « usage autorisé de la force ».

### Déclarations de guerre en cours
Peu de déclarations de guerre restent encore effectives, et elles relèvent plus de l'absence d'un traité de paix mettant fin à la situation qu'à des hostilités ouvertes.
- La Russie et le Japon n'ont pas signé de traité de paix à l'issue de la Seconde Guerre mondiale, du fait de désaccords territoriaux concernant les îles Kouriles[5].
- La république populaire de Chine et la république de Chine n'ont jamais signé formellement d'accord de paix depuis la guerre civile chinoise.
- La Syrie est officiellement en guerre avec Israël depuis la guerre du Kippour.